# Bolzano 1996
FC Bolzano 1996 (wł. Football Club Bolzano 1996) – włoski klub piłkarski, mający siedzibę w mieście Bolzano, w północnej części kraju, działający w latach 1931–2017.

## Historia
Chronologia nazw:
- 1931: Unione Sportiva Bolzano
- 1932: klub rozwiązano
- 1933: Bolzano Calcio
- 1936: klub rozwiązano
- 1937: Associazione Calcio Bolzano
- 1939: klub rozwiązano
- 1940: Associazione Sportiva Lancia
- 1940: Dopolavoro Aziendale Lancia
- 1945: Bolzano Calcio
- 1996: Football Club Bolzano 1996
- 2015: klub zawiesił działalność – po fuzji z A.S. Virtus Don Bosco, tworząc Calcio Virtus Bolzano
- 2017: klub rozwiązano

Klub sportowy US Bolzano został założony w miejscowości Bolzano w 1931 roku. W sezonie 1931/32 zespół debiutował w rozgrywkach Seconda Divisione Tridentina (D4), ale po zakończeniu sezonu zawiesił działalność. 15 maja 1933 klub wznowił działalność jako Bolzano Calcio i w sezonie 1933/34 występował w Prima Divisione. W 1935 roku po wprowadzeniu Serie C Prima Divisione została czwartym poziomem ligowym. W sezonie 1935/36 klub zwyciężył w Prima Divisione Tridentina i po wygraniu play-off z Merano Sportiva otrzymał promocję do Serie C, ale został wykluczony z powodu niewypłacalności finansowej i rozwiązany. Większość graczy dołączyła do La Veneta (sekcja propagandy FIGC). W 1937 klub został reaktywowany jako Associazione Calcio Bolzano i po ponownej integracji zawodników, którzy wcześniej przeszli do La Veneta, w sezonie 1937/38 ponownie startował w Prima Divisione Tridentina. W 1938 znów otrzymał promocję do Serie C, ale klub zrezygnował z awansu. Po zakończeniu sezonu 1938/39 po raz kolejny zdobył awans do Serie C, ale zrezygnował z dalszych występów, po czym klub został rozwiązany. Głównym klubem miasta został Dopolavoro Ferroviario, który przystąpił do rozgrywek w Prima Divisione Tridentina. W 1940 powstał AS Lancia, później przemianowany na Dopolavoro Aziendale Lancia. W sezonie 1940/41 klub startował w Prima Divisione Tridentina. Jednak wskutek rozpoczęcia działań wojennych na terenie Włoch w czasie II wojny światowej mistrzostwa 1943/44 zostały odwołane.
Po zakończeniu II wojny światowej, odbyła się fuzja między miejskimi klubami GS Vincenzo Lancia, AC Side, Bolzano Calcio i AC Ferrovieri, w wyniku czego powstał Bolzano Calcio, który został zakwalifikowany do Serie C. W 1947 roku awansował do Serie B. W 1948 roku w wyniku reorganizacji systemu lig został zdegradowany do Serie C. W 1951 spadł w rozgrywkach Promozione, która w 1952 po kolejnej reorganizacji systemu lig stała się nazywać IV Serie. W 1954 roku awansował na rok do Serie C, a w 1957 spadł na rok do Campionato Interregionale. W 1959 zespół zdobył promocję do Serie C, a w 1962 został zdegradowany do Serie D. Sezon 1967/68 spędził ponownie w Serie C. W 1973 po raz kolejny awansował do Serie C. Przed rozpoczęciem sezonu 1978/79 Serie C została podzielona na dwie dywizje: Serie C1 i Serie C2, a klub został zakwalifikowany do Serie C2. W 1980 znów spadł do Serie D, która w 1981 została przemianowana na Campionato Interregionale. W 1983 roku został zdegradowany do Promozione Trentino-Alto Adige, a w 1985 do Prima Categoria Trentino-Alto Adige. Po zakończeniu sezonu 1985/86 połączył się z klubem Nuova Bolzano, uzyskując tym samym prawo do startu w Promozione Trentino-Alto Adige. W 1987 otrzymał kolejny awans, do Campionato Interregionale, która w 1992 zmieniła nazwę na Campionato Nazionale Dilettanti. W 1996 roku został zdegradowany do Eccellenza Trentino-Alto Adige (D6). 
W 1996 klub po reorganizacji zmienił nazwę na FC Bolzano 1996 i kontynuował występy w Eccellenza Trentino-Alto Adige. W 1999 otrzymał promocję do Serie D, ale po roku spadł z powrotem. W 2003 ponownie awansował do Serie D. Sezon 2007/08 spędził w Eccellenza Trentino-Alto Adige, po czym na rok wrócił do Serie D. W 2011 spadł do Promozione Trentino-Alto Adige, ale po roku wrócił  do Eccellenza Trentino-Alto Adige. W 2013 roku ponownie spadł do Promozione Trentino-Alto Adige. Przed rozpoczęciem sezonu 2014/15 wprowadzono reformę systemy lig, wskutek czego Promozione awansował na szósty poziom. Sezon 2014/15 zakończył na 10.miejscu w grupie bolzanino Promozione Trentino-Alto Adige. W 2015 roku po fuzji z AS Virtus Don Bosco, powstał klub Calcio Virtus Bolzano, który startował w Eccellenza Trentino-Alto Adige. Od 2015 w klubie funkcjonowała tylko drużyna młodzieżowa i prowadził działalność pozapiłkarską. W 2017 roku klub całkowicie zaprzestał swojej działalności.

## Barwy klubowe, strój
|  |  |

Klub ma barwy czerwono-białe. Zawodnicy domowe spotkania zazwyczaj grają w białych koszulkach z  czerwonym poziomym paskiem na piersi, białych spodenkach oraz białych getrach.

## Sukcesy

### Trofea międzynarodowe
Nie uczestniczył w rozgrywkach europejskich (stan na 31-05-2020).

### Trofea krajowe
| \| \| Zdobyte trofea w rozgrywkach Włoch (stan na: 31-08-2020) \| |                                                          |      |             |
| Rozgrywki                                                         | Osiągnięcie                                              | Razy | Sezon(y)    |
| · Mistrzostwo                                                     | I miejsce                                                | 0    |             |
| · Mistrzostwo                                                     | II miejsce                                               | 0    |             |
| · Mistrzostwo                                                     | III miejsce                                              | 0    |             |
| · Puchar                                                          | zdobywca                                                 | 0    |             |
| · Puchar                                                          | finalista                                                | 0    |             |
| II liga                                                           | I miejsce                                                | 0    |             |
| II liga                                                           | II miejsce                                               | 0    |             |
| II liga                                                           | III miejsce                                              | 0    |             |
| II liga                                                           | 12.miejsce                                               | 1    | 1947/48 (B) |
| Włochy                                                            | Zdobyte trofea w rozgrywkach Włoch (stan na: 31-08-2020) |      |             |

- Serie C (D3):
  - wicemistrz (1x): 1959/60 (A)

## Piłkarze, trenerzy, prezydenci i właściciele klubu

### Prezydenci
...

## Struktura klubu

### Stadion
Klub piłkarski rozgrywa swoje mecze domowe na Stadio Druso w mieście Bolzano o pojemności 4 tys. widzów.

### Derby
- FC Südtirol
- AC Trento 1921